# Static Icon
Static Icon jest synthpopowym zespołem. Zaczynali w Adelaide, Australii jako trzy częściowa grupa zwana "Das Concept". W swym pierwszym wcieleniu zajmowali się coverami grupy Depeche Mode. Stopniowo wprowadzali coraz więcej nowego materiału w ich własny projekt. By w pełni uzupełnić tłumaczenie grupy, zmienili nazwę na Static Icon oraz odrzucili wszystkie z wyjątkiem jednego czy dwóch coverów Depeche Mode w swoim zbiorze.
Dzięki współpracy z zespołami w Melbourne, zostali włączeni w kręgi australijskiej sceny muzyki industrialowej, a następnie zaśpiewali z wytwórnią muzyki EBM Machinery Records w Berlinie (Niemcy) z którą wydali dwa albumy, począwszy od Sin Machine z 1995.
Ich pierwszy album został nagrany w Adelaide, lecz było trochę problemów wokół kradzieży kaset. Krótko potem wyruszyli do Berlina, gdzie większość albumu została przegrana.
Ich drugi i najsławniejszy album Slave został wyprodukowany przez Marc Heal i opublikowany w 1997.